# Sharman-Felskänguru
Das Sharman-Felskänguru (Petrogale sharmani) ist eine Beuteltierart aus der Familie der Kängurus (Macropodidae). 

## Merkmale
Sharman-Felskängurus haben wie die meisten Kängurus lange, kräftige Hinterbeine und kurze Vorderbeine, ihr muskulöser Schwanz ist lang. Ihr Gewicht beträgt rund 4,1 bis 4,4 Kilogramm, wobei die Männchen etwas schwerer sind als die Weibchen. Ihr Fell ist an der Oberseite grau bis graubraun gefärbt, die Unterseite ist hellbraun. Im Gesicht haben sie einen hellen Wangenstreifen, die Füße und die Pfoten sind ebenso wie die Schwanzspitze dunkel.

## Verbreitung und Lebensweise

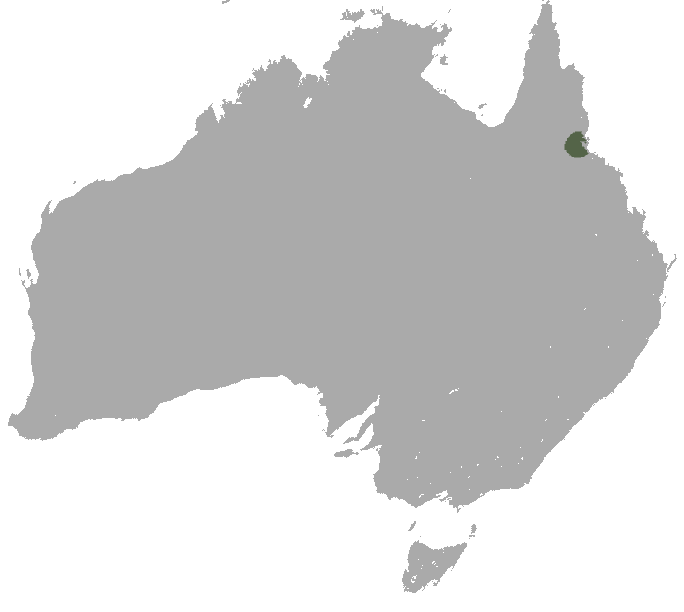
Verbreitungsgebiet des Sharman-Felskängurus

Diese Kängurus leben in Australien, sie haben ein sehr kleines Verbreitungsgebiet. Dieses liegt im nordöstlichen Queensland nahe der Stadt Ingham. Ihr Lebensraum sind felsige, mit Wäldern bestandene Gebiete.
Sie sind nachtaktive Tiere, die tagsüber in Felsspalten, Höhlen oder unter Überhängen ruhen. In der Nacht begeben sie sich auf Nahrungssuche, dazu suchen sie mit Gras bewachsene Flächen oder offene Waldgebiete auf. Ihre Nahrung besteht aus Gräsern, Kräutern und anderem Pflanzenmaterial. Sie leben in Gruppen, die bis zu 40 Tieren umfassen können.

## Taxonomie
Die wissenschaftliche Erstbeschreibung der Art erfolgte im Rahmen einer Revision der Gattung Petrogale durch die australischen Zoologen Mark D. B. Eldridge und Robert L. Close im Jahr 1992. Sie ist nach dem australischen Zoologen Geoffrey Bruce Sharman benannt, der an der Macquarie University tätig war.

## Gefährdung
Sharman-Felskängurus sind in ihrem kleinen Verbreitungsgebiet relativ häufig und keinen großen Bedrohungen ausgesetzt. Die IUCN listet sie als „gering gefährdet“ (near threatened).

## Belege
1. ↑  M.D.B. Eldridge, R.L. Close: Taxonomy of Rock Wallabies, Petrogale (Marsupialia, Macropodidae) .1. A Revision of the Eastern Petrogale With the Description of 3 New Species. Australian Journal of Zoology 40 (6), 1992; S. 605–625. DOI:10.1071/ZO9920605
2. ↑  Beolens, Watkins & Grayson: The Eponym Dictionary of Mammals. JHU Press, 2009, ISBN 978-0-8018-9304-9, S. 374 (Sharman).